# Mário Lyster Franco
Mário Augusto Barbosa Lyster Franco OC (Faro, 19 de Fevereiro de 1902 - Camarate, Loures, 20 de Agosto de 1984), foi um jornalista, escritor e político português.

## Biografia

### Nascimento
Mário Lyster Franco nasceu em 19 de Fevereiro de 1902, filho do professor e jornalista Carlos Lyster Franco.

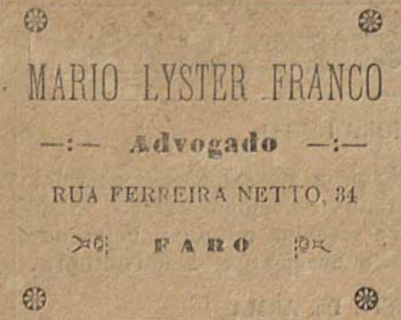
Publicidade ao advogado Mário Lyster Franco, no jornal O Algarve, em 1927

### Carreira literária e profissional
Destacou-se desde cedo como um jornalista, tendo começado a escrever para o jornal O Algarve aos 8 anos de idade. Aos 13 anos, fez parte do I Congresso Regional Algarvio, na Praia da Rocha, em Portimão. Enquanto frequentava o liceu, fundou uma revista com António do Nascimento, e escrevia poesia para o jornal farense O Heraldo. Fez parte do movimento de poesia futurista.
Entrou na Faculdade de Direito de Lisboa, onde concluiu a sua licenciatura em 1927, regressando depois ao Algarve. No entanto, não exerceu de forma significativa como jurista, tendo trabalhado principalmente como jornalista e como investigador. Também exerceu como jornalista em Lisboa, durante a sua estadia na Faculdade de Direito e posteriormente, tendo trabalhado como redactor nos jornais A Pátria, O Tempo e A Palavra. Foi um dos primeiros jornalistas portugueses a cobrir a Guerra Civil Espanhola, tendo em 26 de Julho de 1936 viajado até Sevilha a bordo do avião Águia Branca, de forma a fazer uma reportagem para o jornal Diário de Notícias. Exerceu igualmente como redactor regional daquele periódico durante cerca de trinta anos. Como jornalista, homenageou as principais figuras da cultura do Algarve, como poetas, escritores e historiadores, especialmente no jornal Correio do Sul, onde também exerceu como director durante mais de quarenta anos. Conseguiu afirmar o jornal como um dos mais notáveis na região do Algarve, que defendia tanto as ideias nacionalistas como oposicionistas, embora sempre lutando pelos interesses da região.
Mário Lyster Franco lutou principalmente pelo desenvolvimento cultural e económico do Algarve, tendo sido, durante mais de setenta anos, um divulgador da região, tanto a nível local como em Lisboa. Nesse sentido, organizou e participou em várias conferências e exposições, e editou vários livros, jornais e revistas sobre o Algarve. Editou cerca de trinta livros sobre diversos assuntos, incluindo história e turismo, tendo sido pioneiro na publicação de guias bilingues sobre o Algarve, em 1944. Também reuniu uma importante biblioteca de livros sobre o Algarve, que na altura chegou a ser a maior na região, e que após o seu falecimento foi parcialmente transferida para a Região de Turismo do Algarve. Além de livros, a colecção também incluía o arquivo do jornal Correio do Sul, que foi preservado na biblioteca da Universidade do Algarve. A partir da década de 1980, Mário Lyster Franco começou a trabalhar na sua obra Algarviana – Subsídios para uma Bibliografia do Algarve e dos Autores Algarvios, uma publicação enciclopédica sobre a região, cujo primeiro volume foi editado pela autarquia de Faro em Dezembro de 1982. O segundo volume não chegou a ser publicado, devido ao falecimento de Lyster Franco em 1984.
Mário Lyster Franco também se dedicou à arqueologia, tendo sido nomeado como correspondente do Instituto Arqueológico Alemão em 1960. Foi um dos investigadores regionais que estudou a antiga cidade romana de Balsa, perto de Tavira.
Devido às suas fortes tendências regionalistas e nacionalistas, Mário Lyster Franco foi nomeado pelo Estado Novo como presidente da Câmara Municipal de Faro durante dois mandatos, de 1932 a 1934 e 1937 a 1939. Exerceu posteriormente como vereador na autarquia de Faro. Durante a sua permanência na autarquia farense, destacou-se por ter introduzido vários melhoramentos na cidade, como o Museu Antonino em 1932, e o monumento a José Bento Ferreira de Almeida.

### Falecimento
Mário Lyster Franco morreu em Camarate, no concelho de Loures, em 20 de Agosto de 1984.

## Homenagens
Mário Lyster Franco foi condecorado com o grau de oficial na Ordem Militar de Cristo em 5 de Outubro de 1932, e com uma comenda da Ordem do Mérito Civil de Espanha.
O nome de Mário Lyster Franco foi colocado numa rua em Loulé.
Em Novembro de 2018, a Faculdade de Ciências Humanas e Sociais da Universidade do Algarve, a Biblioteca da Universidade e o Club Farense prestaram homenagem a Mário Lyster Franco, com três conferências e a exposição Mário Lyster Franco: do Algarve ao Mundo.